# Rosuvastatina
La  rosuvastatina è un composto appartenente alla famiglia delle statine, che viene utilizzato in associazione alla dieta, all'attività fisica ed alla perdita di peso per trattare l'ipercolesterolemia e le condizioni associate, e per la prevenzione primaria della malattia cardiovascolare. Il farmaco è stato sviluppato dall'azienda giapponese Shionogi. In Italia il farmaco è venduto dalla società farmaceutica AstraZeneca con il nome commerciale Crestor, Simestat e Provisacor nella forma farmaceutica di compresse rivestite da 5, 10, 15, 20, 30 e 40 mg.

## Farmacodinamica
La Rosuvastatina appartiene alla famiglia delle statine (o vastatine), e come queste agisce come inibitore selettivo e competitivo dell'enzima HMG-CoA reduttasi (3-idrossi-3-metiglutaril coenzima A reduttasi), un enzima che converte il 3-idrossi-3-metilglutaril coenzima A in mevalonato, un precursore fondamentale nella biosintesi del colesterolo. L'organo bersaglio principale su cui agisce rosuvastatina per abbassare il colesterolo è il fegato.
Il farmaco determina un aumento del numero dei recettori per le LDL sulla superficie degli epatociti, ed a questo consegue un incremento della captazione e del catabolismo di queste lipoproteine. Inoltre la molecola inibisce la sintesi epatica delle VLDL, riducendo in sostanza il numero totale di lipoproteine appartenenti ad entrambe le classi, VLDL ed LDL.

Studi clinici hanno evidenziato che dopo circa 1-2 settimane di trattamento a dosaggi standard l'effetto farmacodinamico ottenuto dalla somministrazione della molecola consiste in una riduzione dei livelli elevati di colesterolo LDL, di colesterolo totale e dei trigliceridi, mentre si verifica un aumento del colesterolo HDL.
Vengono anche ridotte le concentrazioni di apolipoproteine-B, colesterolo non HDL, colesterolo VLDL, trigliceridi VLDL, mentre si registra un aumento dei livelli di apolipoproteina A1.

## Farmacocinetica
Dopo somministrazione per via orale rosuvastatina viene ben assorbita dal tratto gastroenterico e la concentrazione plasmatica massima (Cmax) viene raggiunta dopo circa 5 ore (Tmax) dalla assunzione. La biodisponibilità assoluta è pari a circa il 20%.
Rosuvastatina viene estesamente estratta dal circolo a livello della ghiandola epatica, che rappresenta il sito principale di sintesi del colesterolo e di eliminazione delle lipoproteine trasportanti il colesterolo (LDL-C). Per la captazione epatica un ruolo fondamentale, come per altri inibitori della HMG-CoA reduttasi, è svolto dal trasportatore di membrana noto come peptide di trasporto degli anioni organici OATP-C.
Il farmaco si lega alle proteine plasmatiche nella misura del 90% circa, in prevalenza all'albumina.
La molecola viene metabolizzata in maniera decisamente limitata dal citocromo P450, in particolare dall'isoenzima CYP2C9 mentre CYP2C19, CYP3A4 e CYP2D6 sono coinvolti in misura minore. Del farmaco sono stati identificati principalmente due metabolti: N-desmetil (con attività farmacologica pari al 50% della molecola progenitrice) ed una forma lattonica.

L'eliminazione avviene in forma immodificata nelle feci (90% circa, compresa la quota di composto non assorbita), mentre la parte rimanente viene escreta nelle urine. Nelle urine circa il 5% viene escreto in forma immodificata.
L'emivita è di circa 19 ore.

## Usi clinici
Rosuvastatina trova indicazione nel trattamento dell'ipercolesterolemia primaria (tipo IIa) oppure della dislipidemia mista (tipo IIb). Il farmaco deve essere associato alla dieta quando quest'ultima ed eventuali altri trattamenti non farmacologici, come ad esempio l'attività fisica ed il calo ponderale, non hanno dato i risultati attesi.
Viene anche utilizzata nell'ipercolesterolemia familiare di tipo omozigote, in caso di inefficacia delle misure non farmacologiche e di altri trattamenti ipolipemizzanti. 
Il farmaco è stato anche autorizzato per la prevenzione degli eventi cardiovascolari maggiori in soggetti che sono considerati a rischio elevato di insorgenza di un primo evento cardiovascolare, nonché come terapia aggiuntiva alla correzione di altri fattori di rischio.

## Dosi terapeutiche
Il dosaggio giornaliero della rosuvastatina varia da 5 a 40 mg, mentre la dose iniziale raccomandata è di 5 o 10 mg, in un'unica somministrazione quotidiana, per via orale, sia nei soggetti non precedentemente trattati con statine, sia in quelli già sottoposti a trattamento con altri inibitori della HMG-CoA reduttasi. 
Il dosaggio deve essere individualizzato sulla base dei livelli di colesterolo e dell'ipotetico rischio cardiovascolare futuro, tenendo conto delle potenziali reazioni avverse. Se necessario, un aggiustamento del dosaggio può essere effettuato a distanza di circa un mese.

## Effetti collaterali e indesiderati
| Tipi di reazioni                                        | Comuni (>1/100, <1/10)                | Non comuni (>1/1.000, <1/100)         | Rare (>1/10.000, <1/1.000)                 | Molto rare (<1/10.000)                | Frequenza non nota                       |
| ------------------------------------------------------- | ------------------------------------- | ------------------------------------- | ------------------------------------------ | ------------------------------------- | ---------------------------------------- |
| Disturbi del sistema immunitario                        |                                       |                                       | - Reazioni di ipersensibilità - Angioedema |                                       |                                          |
| Patologie endocrine                                     | - Diabete mellito                     |                                       |                                            |                                       |                                          |
| Patologie del sistema nervoso                           | - Cefalea - Capogiro                  |                                       |                                            | - Polineuropatia - Perdita di memoria | - Disturbi del sonno - Insonnia - Incubi |
| Patologie gastrointestinali                             | - Stipsi - Nausea - Dolore addominale |                                       |                                            | - Pancreatite                         | - Diarrea                                |
| Patologie epatobiliari                                  |                                       |                                       | - Aumento delle transaminasi epatiche      | - Ittero - Epatite                    |                                          |
| Patologie respiratorie, toraciche, mediastiniche        |                                       |                                       |                                            |                                       | - Tosse - Dispnea                        |
| Patologie cutanee e del tessuto sottocutaneo            |                                       | - Prurito - Rash cutaneo - Orticaria. |                                            |                                       | - Sindrome di Stevens-Johnson            |
| Patologie muscolo-scheletriche e del tessuto connettivo | - Mialgia                             |                                       | - Miopatia - Miosite - Rabdomiolisi        | - Artralgia                           |                                          |
| Patologie renali ed urinarie                            |                                       |                                       |                                            | - Ematuria                            |                                          |
| Patologie apparato riproduttivo e mammella              |                                       |                                       |                                            | - Ginecomastia                        |                                          |
| Patologie sistemiche                                    | - Astenia                             |                                       |                                            |                                       | - Edema                                  |

## Controindicazioni
Rosuvastatina è controindicata nei soggetti con ipersensibilità nota al principio attivo oppure ad uno qualsiasi degli eccipienti utilizzati nella formulazione farmaceutica. È inoltre controindicata in soggetti affetti da patologie epatiche in fase attiva, od in quelli che presentano inspiegabili e persistenti aumenti delle concentrazioni delle transaminasi sieriche; nei soggetti con grave alterazione della funzionalità renale (clearance della creatinina  <30 ml/min); nei soggetti che debbono contemporaneamente assumere ciclosporina; nei pazienti che soffrono di miopatia; in coloro che hanno una storia di abuso di alcol. Al dosaggio di 40 mg è controindicata nei pazienti con fattori predisponenti alla miopatia/rabdomiolisi: compromissione moderata della funzionalità renale (clearance della creatinina <60 ml/min), ipotiroidismo, abuso di alcool, uso concomitante di fibrati, storia familiare di malattie muscolari ereditarie.
Il farmaco non deve essere assunto durante la gravidanza e nelle donne che allattano al seno od in quelle in età fertile che non usano idonee misure contraccettive.

## Interazioni
- Ciclosporina: il trattamento contemporaneo con ciclosporina determina un aumento dei valori di AUC di rosuvastatina, in media, 7 volte superiori a quelli osservabili in soggetti sani
- Gemfibrozil: il trattamento contemporaneo con gemfibrozil determina un aumento dei valori di AUC e di Cmax di rosuvastatina, di circa 2 volte superiori a quelli osservabili in soggetti sani. Può essere necessario aggiustare il dosaggio della statina nel senso di una riduzione della dose.
- Antiacidi contenenti idrossido di magnesio ed alluminio: la contemporanea assunzione di rosuvastatina ed antiacidi contenenti magnesio e alluminio comporta una riduzione della concentrazione plasmatica del farmaco di circa il 50%. Non è chiara l'eventuale rilevanza clinica di questa interazione ma la somministrazione 2 ore dopo l'assunzione della statina attenua questo effetto.
- Warfarin ed altri anticoagulanti cumarinici: la contemporanea assunzione di rosuvastatina può provocare un incremento dei valori dell'International Normalized Ratio (INR), così come la sospensione del trattamento od una riduzione del dosaggio della statina possono invece causarne una diminuzione. In questa situazione è necessario monitorare con attenzione il livello di anticoagulazione ed individualizzare i dosaggi dei farmaci.
- Ketoconazolo, spironolattone e cimetidina: non sono state segnalate variazioni della concentrazione basale di cortisolo quando rosuvastatina è associata a questi farmaci.
- Contraccettivi orali e terapia ormonale sostitutiva: l'uso contemporaneo di contraccettivi orali e della statina causa un incremento delle concentrazioni plasmatiche di etinil estradiolo e di norgestrel. Un effetto simile è atteso per le molecole utilizzate per la terapia ormonale sostitutiva.
- Eritromicina: l'uso concomitante di rosuvastatina e del macrolide causa una riduzione dell'AUC e della Cmax della statina nell'ordine del 20-30 %.

Questo effetto potrebbe essere causato dall'aumento della motilità dell'intestino causata dall'eritromicina

## Sovradosaggio
In caso di sovradosaggio non si dispone di un trattamento specifico e non è disponibile alcun antidoto, è invece possibile instaurare un trattamento sintomatico e le usuali misure di supporto. Sfortunatamente l'emodialisi non si è dimostrata di alcuna utilità. Il medico monitorerà attentamente la funzionalità epatica ed i livelli di Creatinin-fosfochinasi.

## Gravidanza ed allattamento
La somministrazione di rosuvastatina è controindicata in donne che sono in stato di gravidanza. Nelle donne in età fertile viene consigliato di associare alla terapia con rosuvastatina delle valide misure contraccettive. 
Il farmaco riduce la sintesi di colesterolo, molecola fondamentale per la sintesi di steroidi e delle membrane cellulari, elementi essenziali per lo sviluppo fetale. Il profilo di tossicità nelle donne in gravidanza non è stato indagato sufficientemente, ma il rischio potenziale derivante dall'inibizione dell'HMG-CoA reduttasi sembra superare decisamente i vantaggi del trattamento durante tale periodo. Se si verifica una gravidanza durante la terapia con rosuvastatina, il farmaco deve essere immediatamente sospeso.
Non ci sono dati certi sulla possibile escrezione di rosuvastatina nel latte materno umano.  
Poiché colesterolo e gli altri derivati della biosintesi del colesterolo, inibiti dal farmaco, sono essenziali, a fini precauzionali, l'allattamento al seno durante la terapia farmacologica non è raccomandato. Nei ratti, la concentrazione nel latte materno di rosuvastatina è risultata tre volte più elevata dei livelli plasmatici. Non è chiaro se questi dati possano rispecchiare con precisione i livelli di rosuvastatina presenti nel latte materno umano.